# Balle spaziali
Balle spaziali (Spaceballs) è un film del 1987 co-scritto, prodotto, interpretato e diretto da Mel Brooks. È una commedia fantascientifica, parodia della saga di Guerre stellari e di altre famose serie di genere fantascientifico quali Star Trek, Alien e Il pianeta delle scimmie.
Malgrado il titolo, il film del 1989 Balle spaziali 2 - La vendetta (Martians Go Home), diretto da David Odell, non è il sequel di Balle spaziali. Invece, nel 2009 Brooks ha prodotto la serie animata Spaceballs: The Animated Series.

## Trama
(Incipit)
Sul pianeta Druidia, la principessa Vespa è promessa sposa al catalettico principe Valium; riluttante alle nozze, fugge nello spazio, accompagnata dalla sua damigella-droide Dorothy.
In un'altra zona della galassia, il popolo del pianeta Spaceball ha completamente consumato la propria atmosfera ed è alla disperata ricerca di aria in altri mondi. Il presidente Scrocco ed il comandante militare Lord Casco Nero, detentore del lato posteriore dello Sforzo, coadiuvato dal Colonnello Nunziatella hanno un piano per rapire la ragazza e chiedere come riscatto l'aria del pianeta Druidia.
Il padre di Vespa, Re Rolando, assolda il contrabbandiere Stella Solitaria ed il suo fedele aiutante Rutto, un "canuomo" (metà cane e metà uomo) per ritrovare e riportare a casa la principessa fuggiasca. I due, in viaggio tra le stelle in un singolare camper spaziale, sono in debito con il boss mafioso Pizza Margherita e per ripagare tale debito utilizzeranno i soldi promessi dal padre di Vespa.
Stella Solitaria e Rutto raggiungono la principessa Vespa e Dorothy, prima che siano catturate con un raggio traente dall'astronave Spaceball One e condotte sulla loro nave. Si allontanano quindi a velocità iperattiva dagli Spaceballs. I quattro, però, sono costretti ad un atterraggio di fortuna sulla luna di Vega perché è finita la benzina.
Gli Spaceballs rintracciano i fuggitivi grazie alla visione della "cassetta istantanea", ovvero una videocassetta pirata del film prodotta e messa in commercio durante le stesse riprese. Nel frattempo i quattro, sfiniti dal sole del deserto, vengono soccorsi da alcuni ometti che li portano al cospetto del "grande" Yogurt, detentore del lato anteriore dello Sforzo. Yogurt allena Stella Solitaria all'uso dello Sforzo, ma nella notte la principessa Vespa viene rapita con l'inganno da Lord Casco, che si allontana a bordo della sua astronave verso Druidia.
Re Rolando viene costretto a rivelare a Lord Casco la combinazione per aprire lo scudo spaziale che protegge l'atmosfera di Druidia, pena vedersi sottoporre la ragazza a un intervento plastico deturpante. La Spaceball One si trasforma in una gigantesca donna delle pulizie con tanto di aspirapolvere.
Stella Solitaria e Rutto raggiungono il pianeta Spaceball, mettono in salvo la principessa e Dorothy per poi fermare la Spaceball One ed invertire il processo di aspirazione.
Stella Solitaria, una volta dentro l'astronave, è in cerca del dispositivo di autodistruzione ma si trova a combattere contro Lord Casco con il quale ingaggia un grottesco duello con una sorta di spade laser, fino ad azionare con un trucchetto il dispositivo di auto-distruzione e fuggire via con i suoi amici.
Lord Casco, il presidente Scrocco ed il colonnello Nunziatella vengono catapultati su un pianeta, facendo il verso alla scena finale del film Il Pianeta delle Scimmie, destando sconcerto a due scimpanzé lì presenti.
Stella Solitaria e Rutto scoprono che Pizza Margherita è morto in quanto mangiatosi da solo, così non ritirano la ricompensa dal Re Rolando. Stella Solitaria è deluso perché non è un nobile e non può sposare la principessa Vespa, di cui si è innamorato, ma spezzando un biscotto della fortuna appare Yogurt che rivela a Stella Solitaria che lui è un principe. Il viaggiatore spaziale irrompe così durante la seconda cerimonia tra Vespa e Valium, chiedendo, corrisposto, la mano della principessa. I due partono per la luna di miele sul camper spaziale.

## Distribuzione
Distribuito nel giugno del 1987, ha avuto l'incasso modesto di 38 119 483 dollari.

## Accoglienza
Il film ha ricevuto recensioni miste da parte della critica. Sul sito Rotten Tomatoes detiene un indice di gradimento del 58% basato su 40 recensioni professionali, con un voto medio di 6.4/10. Su Metacritic ha un punteggio di 46 su 100, basato sul parere di 14 critici.

## Altri media
A partire dal 4 giugno 2008, è stata distribuita una serie televisiva d'animazione intitolata Spaceballs: The Animated Series formata da 13 episodi, sequel del film, scritta e diretta sempre da Brooks.

## Sequel
Il 12 giugno 2025 Amazon MGM Studios ha annunciato per il 2027 un sequel di Balle spaziali, che vedrà il ritorno di Mel Brooks nei panni di Yogurt.